# Olympische Sommerspiele 1900/Segeln
Die in der französischen Hauptstadt Paris im Rahmen der Weltausstellung (Exposition Universelle et Internationale de Paris) ausgetragenen Internationalen Wettbewerbe für Leibesübungen und Sport (Concours Internationaux d’Exercices Physiques et de Sports) umfassten Wettbewerbe im Segeln, die Bestandteil der Olympischen Sommerspiele 1900 (Spiele der II. Olympiade) waren.

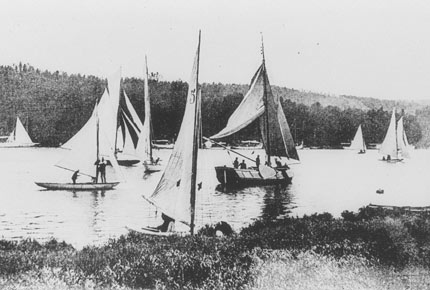
Olympische Regatta auf der Seine

Die Boote wurden in 7 verschiedene Tonner-Klassen eingeteilt. Mit Ausnahme der größten Klasse (ab 20 Tonnen), für die es eine alleinige einzelne Wettfahrt gab, wurde zu Beginn der Regatten eine gemeinsame Wettfahrt für alle Bootsklassen, den Course d’honneur et d’ensemble, durchgeführt. In den darauf folgenden Tagen wurden in den fünf kleinsten Bootsklassen zwei Wettfahrten abgehalten. Jede Wettfahrt hatte eine eigene Wertung mit Ehrung und Preisverteilung. Für die sechste Bootsklasse (10 bis 20 Tonnen) gab es drei Wettfahrten, die jedoch keine eigene Wertung hatten, sondern zu einer Gesamtwertung zusammengefasst wurden. Dies ergibt 13 eigenständige Wettkämpfe.
Für die Regatten wurden Boote gemeldet und keine Mannschaften. In den Siegerlisten taucht vorwiegend nur der Name des Eigners auf. Auch wenn die Boote in der Regel über eine Stammbesatzung verfügten, ist nicht klar, ob diese auch tatsächlich gesegelt hat. Sporthistoriker haben die Namen von 95 Teilnehmern festgestellt, doch weitere 81 Sportler bleiben unbekannt. Es war auch nicht unüblich, dass in einem Boot Segler anderer Nationen mitsegelten. Die übliche Handhabung des IOCs dabei ist es, die Wertung als Gemischte Mannschaft vorzunehmen.
Die Segelwettbewerbe der fünf kleineren Bootsklassen fanden zwischen dem 20. und 27. Mai auf der Seine bei Meulan statt. Die zwei größeren Bootsklassen segelten im Ärmelkanal vor Le Havre vom 1. bis 6. August.

## Bilanz

### Medaillenspiegel
| Platz  | Land                 | Silber | Bronze | Dritter | Gesamt |
| ------ | -------------------- | ------ | ------ | ------- | ------ |
| 1      | Frankreich           | 5      | 9      | 10      | 24     |
| 2      | Großbritannien       | 4      | 1      | 1       | 6      |
| 3      | Gemischte Mannschaft | 2      | —      | —       | 2      |
| 4      | Schweiz              | 1      | 1      | —       | 2      |
| 4      | Deutsches Reich      | 1      | 1      | —       | 2      |
| 6      | Niederlande          | —      | 1      | —       | 1      |
| 7      | Vereinigte Staaten   | —      | —      | 2       | 2      |
| Gesamt | Gesamt               | 13     | 13     | 13      | 39     |

### Medaillengewinner
| Disziplin                      | Silber                                                                     | Bronze                                                                                   | Dritter                                                                                  |
| ------------------------------ | -------------------------------------------------------------------------- | ---------------------------------------------------------------------------------------- | ---------------------------------------------------------------------------------------- |
| Gemeinsame Wettfahrt           | Scotia (GBR) Lorne Currie John Gretton Linton Hope Algernon Maudslay       | Aschenbrödel (GER) Georg Naue Heinrich Peters Ottokar Weise Paul Wiesner                 | Turquoise (FRA) Émile Michelet                                                           |
| Bis 0,5 Tonnen, 1. Wettfahrt   | Baby (FRA) Pierre Gervais                                                  | Quand-Même (FRA) Jean-Baptiste Charcot Robert Linzeler Texier                            | Sarcelle (FRA) Gaston Cailleux Henri Monnot Léon Tellier                                 |
| Bis 0,5 Tonnen, 2. Wettfahrt   | Fantlet (FRA) Émile Sacré                                                  | Quand-Même (FRA) Jean-Baptiste Charcot Robert Linzeler Texier                            | Baby (FRA) Pierre Gervais                                                                |
| 0,5 bis 1 Tonnen, 1. Wettfahrt | Scotia (GBR) Lorne Currie John Gretton Linton Hope Algernon Maudslay       | Crabbe II (FRA) Jacques Baudrier Jean Le Bret Félix Marcotte William Martin Jules Valton | Scamasaxe (FRA) Marcel Meran Émile Michelet                                              |
| 0,5 bis 1 Tonnen, 2. Wettfahrt | Carabinier (FRA) Louis Auguste-Dormeuil                                    | Scamasaxe (FRA) Marcel Meran Émile Michelet                                              | Crabbe II (FRA) Jacques Baudrier Jean Le Bret Félix Marcotte William Martin Jules Valton |
| 1 bis 2 Tonnen, 1. Wettfahrt   | Lérina (SUI) Bernard de Pourtalès Hélène de Pourtalès Hermann de Pourtalès | Martha (FRA) Auguste Albert Albert Duval Charles Hugo François Vilamitjana               | Nina Claire (FRA) Jacques Baudrier Lucien Baudrier Dubosq Édouard Mantois                |
| 1 bis 2 Tonnen, 2. Wettfahrt   | Aschenbrödel (GER) Georg Naue Heinrich Peters Ottokar Weise Paul Wiesner   | Lérina (SUI) Bernard de Pourtalès Hélène de Pourtalès Hermann de Pourtalès               | Martha (FRA) Auguste Albert Albert Duval Charles Hugo François Vilamitjana               |
| 2 bis 3 Tonnen, 1. Wettfahrt   | Ollé (XXZ) William Exshaw () Frédéric Blanchy () Jacques Le Lavasseur ()   | Favorite (FRA) Jacques Doucet Auguste Godinet Henri Mialaret Léon Susse                  | Gwendoline (FRA) De Cottignon Émile Jean-Fontaine Ferdinand de Schlatter                 |
| 2 bis 3 Tonnen, 2. Wettfahrt   | Ollé (XXZ) William Exshaw () Frédéric Blanchy () Jacques Le Lavasseur ()   | Favorite (FRA) Jacques Doucet Auguste Godinet Henri Mialaret Léon Susse                  | Mignon (FRA) Auguste Donny                                                               |
| 3 bis 10 Tonnen, 1. Wettfahrt  | Fémur (FRA) Henri Gilardoni                                                | Mascotte (NED) Chris Hooijkaas Henri Smulders Arie van der Velden                        | Gitana (FRA) A. Dubois J. Dubois Maurice Gufflet Robert Gufflet Charles Guiraist         |
| 3 bis 10 Tonnen, 2. Wettfahrt  | Bona-Fide (GBR) Edward Hore Harry Jefferson Howard Taylor                  | Gitana (FRA) A. Dubois J. Dubois Maurice Gufflet Robert Gufflet Charles Guiraist         | Frimousse (USA) H. MacHenry                                                              |
| 10 bis 20 Tonnen               | Estérel (FRA) Émile Billard Paul Perquer                                   | Quand-Même (FRA) Jean Decazes                                                            | Lauréa (GBR) Edward Hore                                                                 |
| Über 20 Tonnen                 | Cicely (GBR) Cecil Quentin                                                 | Brynhild (GBR) Selwin Calverley                                                          | Formosa (USA) Harry Van Bergen                                                           |

## Ergebnisse Offene Klassen

### Gemeinsame Wettfahrt
| Platz | Land | Athleten                                                                     | Zeit      |
| ----- | ---- | ---------------------------------------------------------------------------- | --------- |
| 1     | GBR  | Scotia (1 to) Lorne Currie, John Gretton, Linton Hope, Algernon Maudslay     | 5:56:17 h |
| 2     | GER  | Aschenbrödel (1 to) Georg Naue, Heinrich Peters, Ottokar Weise, Paul Wiesner | 5:58:17 h |
| 3     | FRA  | Turquoise (10 to) Émile Michelet                                             | 6:12:12 h |
| 4     | FRA  | Fantelt Émile Sacré                                                          | 7:04:08 h |
| 5     | FRA  | Pierre et Jean Jean d’Estournelles de Constant                               | k. A.     |

Datum: 20. Mai

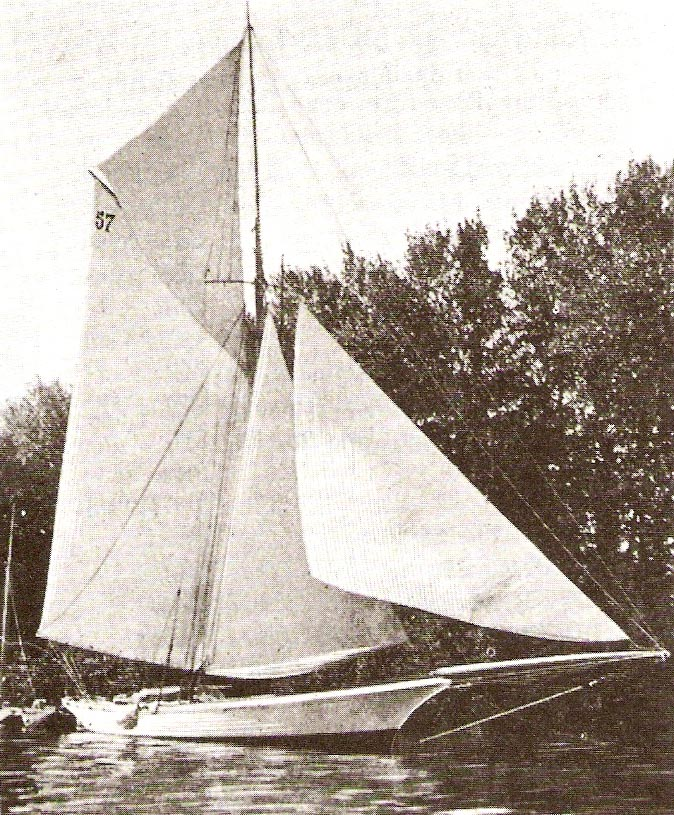
Die Turquoise, das Boot der drittplatzierten
Franzosen in der gemeinsamen Wettfahrt

Mit Ausnahme der größten Klasse waren alle übrigen Boote verpflichtet, an dieser Regatta teilzunehmen. Es wurde zeitversetzt gestartet, beginnend mit der kleinsten Klasse. Die größte Klasse startete 19:37 Minuten später als Letzte. Es wurde zunächst stromaufwärts gesegelt. Eine Flaute zwang den Großteil aller Boote zur Aufgabe. Nur 6 Booten gelang es, eine Boje zu umrunden und stromabwärts ins Ziel zu „treiben“. Gewertet wurde nach Einlauf der Boote.

### Bis 0,5 Tonnen, 1. Wettfahrt
| Platz | Land | Athleten                                                                   | Zeit      |
| ----- | ---- | -------------------------------------------------------------------------- | --------- |
| 1     | FRA  | Baby (0,5 to) Pierre Gervais                                               | 1:06:16 h |
| 2     | FRA  | Quand-Même (0,5 to) Jean-Baptiste Charcot, Robert Linzeler, Texier, Texier | 1:08:54 h |
| 3     | FRA  | Sarcelle (0,4 to) Gaston Cailleux, Henri Monnot, Léon Tellier              | 1:19:31 h |
| 4     | FRA  | Souriceau Maurice Monnot                                                   | 1:21:01 h |
| 5     | FRA  | Plume-Patte unbekannt                                                      | 1:21:37 h |
| 6     | FRA  | Giselle Georges Sémichon                                                   | 1:23:20 h |

Datum: 22. Mai
Es wurden zwei kurze Bahnen (Runden) mit einer Länge von insgesamt 8 Kilometern gesegelt. Gewichtsunterschiede in den Booten wurden durch Zeitzuschläge ausgeglichen, die jedoch ohne Auswirkungen auf die Reihenfolge blieben.

### Bis 0,5 Tonnen, 2. Wettfahrt
| Platz | Land | Athleten                                                                   | Zeit      |
| ----- | ---- | -------------------------------------------------------------------------- | --------- |
| 1     | FRA  | Fantlet (0,5 to) Émile Sacré                                               | 1:35:59 h |
| 2     | FRA  | Quand-Même (0,5 to) Jean-Baptiste Charcot, Robert Linzeler, Texier, Texier | 1:40:32 h |
| 3     | FRA  | Baby (0,5 to) Pierre Gervais                                               | 1:48:44 h |
| 4     | FRA  | Sarcelle Henri Monnot, Léon Tellier, Gaston Cailleux                       | 2:07:52 h |
| 5     | FRA  | Souriceau Maurice Monnot                                                   | 2:08:04 h |
| 6     | FRA  | Giselle Georges Sémichon                                                   | 2:34:09 h |

Datum: 24. Mai
Es wurden zwei kurze Bahnen (Runden) mit einer Länge von insgesamt 8 Kilometern gesegelt. Gewichtsunterschiede in den Booten wurden durch Zeitzuschläge ausgeglichen, die jedoch ohne Auswirkungen auf die Reihenfolge blieben.

### 0,5 bis 1 Tonnen, 1. Wettfahrt
| Platz | Land | Athleten                                                                                      | Zeit      |
| ----- | ---- | --------------------------------------------------------------------------------------------- | --------- |
| 1     | GBR  | Scotia (1 to) Lorne Currie, John Gretton, Linton Hope, Algernon Maudslay                      | 3:29:45 h |
| 2     | FRA  | Crabbe II (1 to) Jacques Baudrier, Jean Le Bret, Félix Marcotte, William Martin, Jules Valton | 3:39:23 h |
| 3     | FRA  | Scamasaxe (1 to) Marcel Meran, Émile Michelet                                                 | 3:42:40 h |
| 4     | FRA  | Crabe I Jean de Chabannes                                                                     | 3:47:11 h |
| 5     | FRA  | Pierre et Jean Jean d’Estournelles de Constant                                                | 3:52:44 h |
| 6     | FRA  | Suzon IV L. Legru                                                                             | 3:53:50 h |
| 7     | FRA  | Pettit-Poucet Louis Auguste-Dormeuil                                                          | 3:56:55 h |
| 8     | FRA  | C.V.A. Texier, Texier                                                                         | 4:00:32 h |

Datum: 24. Mai
Maximal waren 4 Personen auf einem Boot zugelassen. Es wurden eine lange und eine kurze Bahn (Runde) mit einer Länge von insgesamt 15 Kilometern gesegelt. Gewichtsunterschiede in den Booten wurden durch Zeitzuschläge ausgeglichen, die jedoch ohne Auswirkungen auf die Reihenfolge blieben.

### 0,5 bis 1 Tonnen, 2. Wettfahrt
| Platz | Land | Athleten                                                                                      | Zeit      |
| ----- | ---- | --------------------------------------------------------------------------------------------- | --------- |
| 1     | FRA  | Carabinier (1 to) Louis Auguste-Dormeuil                                                      | 3:27:07 h |
| 2     | FRA  | Scamasaxe (1 to) Marcel Meran, Émile Michelet                                                 | 3:30:31 h |
| 3     | FRA  | Crabbe II (1 to) Jacques Baudrier, Jean Le Bret, Félix Marcotte, William Martin, Jules Valton | 3:41:24 h |
| 4     | GBR  | Scotia (1 to) Lorne Currie, John Gretton, Linton Hope, Algernon Maudslay                      | 3:45:46 h |
| 5     | FRA  | Crabe I Jean de Chabannes                                                                     | 3:50:45 h |
| 6     | FRA  | C.V.A. Texier, Texier                                                                         | 3:52:52 h |
| 7     | FRA  | Suzon IV L. Legru                                                                             | 3:59:27 h |
| 8     | FRA  | Ariette Phocion Rossollin                                                                     | 4:08:10 h |

Datum: 27. Mai
Maximal waren 4 Personen auf einem Boot zugelassen. Es wurden eine lange und eine kurze Bahn (Runde) mit einer Länge von insgesamt 15 Kilometern gesegelt. Gewichtsunterschiede in den Booten wurden durch Zeitzuschläge ausgeglichen, die jedoch ohne Auswirkungen auf die Reihenfolge blieben.

### 1 bis 2 Tonnen, 1. Wettfahrt
| Platz | Land | Athleten                                                                         | Zeit      |
| ----- | ---- | -------------------------------------------------------------------------------- | --------- |
| 1     | SUI  | Lérina (2 to) Bernard de Pourtalès, Hélène de Pourtalès, Hermann de Pourtalès    | 2:15:32 h |
| 2     | FRA  | Martha (1,8 to) Auguste Albert, Albert Duval, Charles Hugo, François Vilamitjana | 2:17:29 h |
| 3     | FRA  | Nina Claire (1,7 to) Jacques Baudrier, Lucien Baudrier, Dubosq, Édouard Mantois  | 2:26:28 h |
| 4     | FRA  | Amulet (1,9 to) Eugène Laverne, Henri Laverne                                    | 2:26:56 h |
| 5     | FRA  | Ducky Marcel Moisand                                                             | 2:31:14 h |
| 6     | FRA  | Freia Georges Warenhorst                                                         | 2:33:54 h |
| 7     | FRA  | Mamie Texier, Texier                                                             | 2:52:30 h |
| 8     | FRA  | Alcyon Lecointre                                                                 | 3:05:06 h |

Datum: 22. Mai

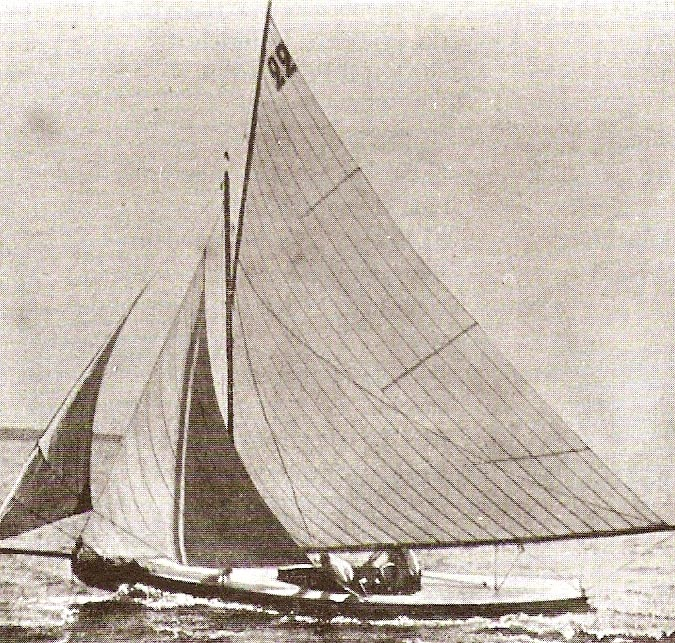
Die Lérina, auf der Hélène de Pourtalès
erste Olympiasiegerin der Geschichte wurde

Maximal waren 4 Personen auf einem Boot zugelassen. Es wurden eine lange und zwei kurze Bahnen (Runden) mit einer Länge von insgesamt 19 Kilometern gesegelt. Gewichtsunterschiede in den Booten wurden durch Zeitzuschläge ausgeglichen. Die französische Amulet segelte zwar die drittschnellste Zeit, wurde mit einem Zeitzuschlag von 1:47 min jedoch auf Platz vier gesetzt.
Hélène de Pourtalès war nicht nur die erste teilnehmende Frau in der olympischen Geschichte, sondern gleich auch die erste Olympiasiegerin. Zusammen mit ihrem Mann und ihrem Neffen führte sie ihr Boot Lérina zum Sieg.

### 1 bis 2 Tonnen, 2. Wettfahrt
| Platz | Land | Athleten                                                                         | Zeit      |
| ----- | ---- | -------------------------------------------------------------------------------- | --------- |
| 1     | GER  | Aschenbrödel (1,1 to) Georg Naue, Heinrich Peters, Ottokar Weise, Paul Wiesner   | 3:09:19 h |
| 2     | SUI  | Lérina (2 to) Bernard de Pourtalès, Hélène de Pourtalès, Hermann de Pourtalès    | 3:55:14 h |
| 3     | FRA  | Martha (1,8 to) Auguste Albert, Albert Duval, Charles Hugo, François Vilamitjana | 3:57:49 h |
| 4     | FRA  | Nina Claire (1,7 to) Jacques Baudrier, Lucien Baudrier, Dubosq, Édouard Mantois  | 4:10:17 h |
| 5     | FRA  | Freia Georges Warenhorst                                                         | 4:11:22 h |
| 6     | FRA  | Mamie Texier, Texier                                                             | 4:30:08 h |
| 7     | FRA  | Ducky Marcel Moisand                                                             | 4:48:07 h |

Datum: 24. Mai
Maximal waren 4 Personen auf einem Boot zugelassen. Es wurden eine lange und zwei kurze Bahnen (Runden) mit einer Länge von insgesamt 19 Kilometern gesegelt. Gewichtsunterschiede in den Booten wurden durch Zeitzuschläge ausgeglichen, die jedoch ohne Auswirkungen auf die Reihenfolge blieben.

### 2 bis 3 Tonnen, 1. Wettfahrt
| Platz | Land | Athleten                                                                      | Zeit      |
| ----- | ---- | ----------------------------------------------------------------------------- | --------- |
| 1     | XXZ  | Ollé (2,1 to) William Exshaw (), Frédéric Blanchy (), Jacques Le Lavasseur () | 2:17:30 h |
| 2     | FRA  | Favorite (3 to) Jacques Doucet, Auguste Godinet, Henri Mialaret, Léon Susse   | 2:20:03 h |
| 3     | FRA  | Gwendoline (3 to) De Cottignon, Émile Jean-Fontaine, Ferdinand de Schlatter   | 2:24:48 h |
| 4     | FRA  | Mignon (2,9 to) Auguste Donny                                                 | 2:26:31 h |

Datum: 22. Mai

Yacht 2-3 Tonnen-Klasse, Olympische Spiele 1900

In dieser Klasse waren in beiden Wettfahrten nur 4 Boote am Start. Es wurden eine lange und zwei kurze Bahnen (Runden) mit einer Länge von insgesamt 19 Kilometern gesegelt. Gewichtsunterschiede in den Booten wurden durch Zeitzuschläge ausgeglichen. Die französische Favorite segelte zwar die schnellste Zeit, wurde mit einem Zeitzuschlag von 4:05 min jedoch auf Platz zwei gesetzt.

### 2 bis 3 Tonnen, 2. Wettfahrt
| Platz | Land | Athleten                                                                               | Zeit      |
| ----- | ---- | -------------------------------------------------------------------------------------- | --------- |
| 1     | XXZ  | Ollé (2,1 to) William Exshaw (Skipper)(), Frédéric Blanchy (), Jacques Le Lavasseur () | 4:17:34 h |
| 2     | FRA  | Favorite (3 to) Jacques Doucet, Auguste Godinet, Henri Mialaret, Léon Susse (Skipper)  | 4:23:57 h |
| 3     | FRA  | Mignon (2,9 to) Auguste Donny                                                          | 4:52:13 h |
| 4     | FRA  | Gwendoline (3 to) De Cottignon, Émile Jean-Fontaine, Ferdinand de Schlatter            | DNF       |

Datum: 24. Mai
In dieser Klasse waren in beiden Wettfahrten nur 4 Boote am Start. Es wurden eine lange und zwei kurze Bahnen (Runden) mit einer Länge von insgesamt 19 Kilometern gesegelt. Gewichtsunterschiede in den Booten wurden durch Zeitzuschläge ausgeglichen, die jedoch in dieser Wettfahrt ohne Auswirkungen auf die Reihenfolge blieben.

### 3 bis 10 Tonnen, 1. Wettfahrt
| Platz | Land | Athleten                                                                                | Zeit      |
| ----- | ---- | --------------------------------------------------------------------------------------- | --------- |
| 1     | FRA  | Fémur (5 to) Henri Gilardoni                                                            | 3:45:02 h |
| 2     | NED  | Mascotte (4 to) Chris Hooijkaas, Henri Smulders, Arie van der Velden                    | 3:46:52 h |
| 3     | FRA  | Gitana (3,1 to) A. Dubois, J. Dubois, Maurice Gufflet, Robert Gufflet, Charles Guiraist | 3:52:03 h |
| 4     | FRA  | Turquoise Émile Michelet                                                                | 3:55:16 h |
| 5     | FRA  | Mascaret Leroy                                                                          | 4:01:35 h |
| 6     | FRA  | Pirouette William Martin                                                                | 4:18:18 h |
| 7     | USA  | Frimousse (3,1 to) H. MacHenry                                                          | k. A.     |
| 8     | FRA  | Gyp Henry Maingot                                                                       | k. A.     |

Datum: 24. Mai

3-10 Tonnen-Klasse, Olympische Spiele 1900

Es wurden eine lange und zwei kurze Bahnen (Runden) mit einer Länge von insgesamt 19 Kilometern gesegelt. Gewichtsunterschiede in den Booten wurden durch Zeitzuschläge ausgeglichen, die jedoch in dieser Wettfahrt ohne Auswirkungen auf die Reihenfolge blieben.

### 3 bis 10 Tonnen, 2. Wettfahrt
| Platz | Land | Athleten                                                                                | Zeit      |
| ----- | ---- | --------------------------------------------------------------------------------------- | --------- |
| 1     | GBR  | Bona-Fide (5,2 to) Edward Hore, Harry Jefferson, Howard Taylor                          | 4:14:48 h |
| 2     | FRA  | Gitana (3,1 to) A. Dubois, J. Dubois, Maurice Gufflet, Robert Gufflet, Charles Guiraist | 4:35:44 h |
| 3     | USA  | Frimousse (3,1 to) H. MacHenry                                                          | 4:38:49 h |
| 4     | NED  | Mascotte (4 to) Chris Hooijkaas, Henri Smulders, Arie van der Velden                    | 4:46:36 h |
| 5     | FRA  | Mascaret Leroy                                                                          | 5:08:51 h |
| 6     | FRA  | Marsouin Pierre Moussette                                                               | 5:16:50 h |
| 7     | FRA  | Pirouette William Martin                                                                | 5:30:07 h |

Datum: 27. Mai
Es wurden eine lange und zwei kurze Bahnen (Runden) mit einer Länge von insgesamt 19 Kilometern gesegelt. Gewichtsunterschiede in den Booten wurden durch Zeitzuschläge ausgeglichen, die jedoch in dieser Wettfahrt ohne Auswirkungen auf die Reihenfolge blieben.
Im zweiten Rennen nur einen Tag später wurde der „Turquoise“ wegen Behinderung des „Mascaret“ disqualifiziert. Das Rennen wurde von der britischen Yacht „Bona Fide“ mit einem Vorsprung von mehr als fünf Minuten leicht gewonnen. Ihre Besatzung verpasste das erste Rennen, weil sich die Freigabe durch den französischen Zoll verzögerte, aber Skipper Howard Taylor traf pünktlich zum zweiten Rennen ein. Der Sieger des ersten Rennens, die „Femur“, startete jedoch nicht in dem zweiten Rennen. Insgesamt acht Yachten nahmen am zweiten Rennen teil. Die drei ausländischen Yachten belegten die Plätze eins, drei und vier, wobei „Gitana“ die einzige französische Yacht war, die auf den zweiten Platz erreichte.

### 10 bis 20 Tonnen
| Platz | Land | Athleten                                    | Punkte       |
| ----- | ---- | ------------------------------------------- | ------------ |
| 1     | FRA  | Estérel (19 to) Émile Billard, Paul Perquer | 29 (10+9+10) |
| 2     | FRA  | Quand-Même (20 to) Jean Decazes             | 25 (9+8+8)   |
| 3     | GBR  | Lauréa (19 to) Edward Hore                  | 23 (8+10+5)  |
| 4     | FRA  | Rozenn Georges Cronier                      | 20           |
| 5     | GBR  | Nan Salusbury Mellor                        | 19           |
| 6     | FRA  | Luna Jules Valton                           | 18           |

Datum: 1., 5. und 6. August
In dieser Bootsklasse gab es drei Wettfahrten über 22 Seemeilen, die jedoch keine eigene Wertung hatten, sondern zu einer Gesamtwertung zusammengefasst wurden. Der Sieger jeder Wettfahrt erhielt 10 Punkte, der Zweite 9 Punkte, der Dritte 8 Punkte usw. Das Boot mit den meisten Punkten wurde Gesamtsieger.

### Über 20 Tonnen
| Platz | Land | Athleten                           | Zeit      |
| ----- | ---- | ---------------------------------- | --------- |
| 1     | GBR  | Cicely (96 to) Cecil Quentin       | 6:01:06 h |
| 2     | GBR  | Brynhild (151 to) Selwin Calverley | 5:30:06 h |
| 3     | USA  | Formosa (102 to) Harry Van Bergen  | 6:21:32 h |
| 4     | FRA  | Souvenance Olivier de Foucher      | 6:20:58 h |

Datum: 2. August
Es wurde nur eine Regatta über 40 Seemeilen gesegelt. Gewichtsunterschiede in den Booten wurden durch Zeitzuschläge ausgeglichen, die jedoch nicht mehr feststellbar sind. Die britische Brynhild segelte zwar die schnellste Zeit, doch durch den Zeitzuschlag auf Platz zwei gesetzt.